# Porter Meriwether
Porter Louis Meriwether (Evansville, Indiana, 16 de marzo de 1940-Chicago, Illinois, 13 de noviembre de 2009) fue un jugador de baloncesto estadounidense que disputó una temporada en la NBA y dos más en la EPBL. Con 1,88 metros de estatura, jugaba en la posición de base.

## Trayectoria deportiva

### Universidad
Jugó durante cuatro temporadas con los Tigers de la Universidad Estatal de Tennessee, en las que promedió 16,5 puntos por partido.

### Profesional
Fue elegido en la vigésimo tercera posición del Draft de la NBA de 1962 por Syracuse Nationals, donde jugó una temporada como suplente de Larry Costello, promediando 3,8 puntos y 1,4 asistencias por partido.
Jugó dos temporadas más en la EPBL antes de retirarse definitivamente.

## Estadísticas de su carrera en la NBA

### Temporada regular
| Temporada | Edad | Equipo             | Liga | P  | TIT | MIN | TC  | TCA | %TC  | 3P | 3PA | %3P | TL  | TLA | %TL  | R.OF. | R.DEF. | REB | ASIS | ROB | TAP | PER | FP  | PTS |
| 1962-63   | 22   | Syracuse Nationals | NBA  | 31 |     | 8.6 | 1.5 | 3.9 | .393 |    |     |     | 0.7 | 1.1 | .697 |       |        | 0.9 | 1.4  |     |     |     | 0.6 | 3.8 |
| Total     |      |                    | NBA  | 31 |     | 8.6 | 1.5 | 3.9 | .393 |    |     |     | 0.7 | 1.1 | .697 |       |        | 0.9 | 1.4  |     |     |     | 0.6 | 3.8 |

## Vida posterior
Licenciado en Derecho, ejerció como abogado en la ciudad de Chicago durante 27 años, hasta su fallecimiento en 2007.